# Přebor Jihomoravského kraje 2021/2022
V soubojích 62. ročníku Přeboru Jihomoravského kraje 2021/22 (jedna ze skupin 5. fotbalové ligy) se utkalo 16 týmů každý s každým dvoukolovým systémem podzim–jaro. Tento ročník začal v pátek 6. srpna 2021 úvodním duelem předehrávaného 2. kola, v němž domácí Boskovice porazily Svratku Brno 1:0 (poločas 1:0) a skončil v neděli 19. června 2022 zbývajícím zápasem 29. kola, v němž domácí Ráječko prohrálo s Boskovicemi 0:2 (poločas 0:1).

## Nové týmy v sezoně 2021/22
- Z Divize D 2020/21 ani z Divize E 2020/21 nesestoupilo do Jihomoravského krajského přeboru žádné mužstvo.
- Ze skupin I. A třídy Jihomoravského kraje 2020/21 nepostoupila žádná mužstva.

## Nejlepší střelec
Nejlepším střelcem ročníku se stal Jan Novák z FC Boskovice, který vstřelil 20 branek ve 27 startech.

## Konečná tabulka
Zdroj: 
| Poř. | Tým                      | Z  | V  | R  | P  | VG | OG | B  |
| ---- | ------------------------ | -- | -- | -- | -- | -- | -- | -- |
| 1.   | TJ Tatran Bohunice       | 30 | 21 | 6  | 3  | 70 | 23 | 69 |
| 2.   | FC Kuřim                 | 30 | 21 | 3  | 6  | 67 | 36 | 66 |
| 3.   | FC Boskovice             | 30 | 18 | 4  | 8  | 53 | 30 | 58 |
| 4.   | TJ Tatran Rousínov       | 30 | 17 | 6  | 7  | 61 | 43 | 57 |
| 5.   | SK Líšeň „B“             | 30 | 16 | 5  | 9  | 59 | 38 | 53 |
| 6.   | SK Olympia Ráječko       | 30 | 15 | 5  | 10 | 67 | 48 | 50 |
| 7.   | FC Dosta Bystrc-Kníničky | 30 | 12 | 10 | 8  | 46 | 33 | 46 |
| 8.   | FC Ivančice              | 30 | 13 | 5  | 12 | 55 | 60 | 44 |
| 9.   | SK Krumvíř               | 30 | 12 | 4  | 14 | 50 | 59 | 40 |
| 10.  | FC Svratka Brno          | 30 | 10 | 6  | 14 | 44 | 54 | 36 |
| 11.  | FC Sparta Brno           | 30 | 11 | 2  | 17 | 64 | 67 | 35 |
| 12.  | FK Baník Ratíškovice     | 30 | 10 | 2  | 18 | 46 | 64 | 32 |
| 13.  | FK SK Bosonohy           | 30 | 9  | 5  | 16 | 42 | 72 | 32 |
| 14.  | FK Mutěnice              | 30 | 6  | 8  | 16 | 38 | 65 | 26 |
| 15.  | SK Moravská Slavia Brno  | 30 | 4  | 9  | 17 | 35 | 60 | 21 |
| 16.  | FC Moravský Krumlov      | 30 | 2  | 6  | 22 | 25 | 70 | 12 |

Poznámky:
- Z – Odehrané zápasy; V – Vítězství; R – Remízy; P – Prohry; VG – Vstřelené góly; OG – Obdržené góly; B – Body; (S) – Mužstvo sestoupivší z vyšší soutěže; (N) – Mužstvo postoupivší z nižší soutěže (nováček)
- O pořadí na 12. a 13. místě rozhodl vyšší rozdíl celkového skóre Ratíškovic, přestože obě vzájemná utkání vyhrály Bosonohy (doma 2:1, v Ratíškovicích 0:3)[1][2][3]

|  | Postup do Divize D 2022/23                                |
|  | Sestup do I. A třídy Jihomoravského kraje – sk. A 2022/23 |